# O Macaco
O Macaco (título original: The Monkey) é um filme norte-americano de comédia de terror de 2025, baseado no conto homônimo de Stephen King, publicado em 1980. A adaptação cinematográfica foi escrita e dirigida por Osgood Perkins e conta com Theo James, Tatiana Maslany, Christian Convery, Colin O'Brien, Rohan Campbell, Sarah Levy, Adam Scott e Elijah Wood no elenco.  O filme foi lançado nos cinemas de Portugal em 20 de fevereiro de 2025. E foi lançado no Brasil no dia 6 de março de 2025, pela Paris Filmes.

## Enredo
Em 1999, Petey Shelburn tenta retornar e destruir um macaco Jolly Chimp em uma loja de antiguidades. Antes que ele possa fazê-lo, o macaco toca seus tambores, e uma reação em cadeia faz com que o dono da loja seja estripado com um arpão. Pouco depois, Petey desaparece, deixando sua esposa Lois para criar seus filhos gêmeos idênticos, Hal e Bill. Os gêmeos eventualmente descobrem o macaco em um armário contendo os pertences de seu pai e dão corda na chave. Mais tarde naquela noite, o macaco toca seus tambores enquanto eles estão no jantar, desencadeando a decapitação acidental de sua babá Annie.
O bullying de Bill contra Hal leva este último a dar corda na chave do macaco novamente, esperando que mate seu irmão. Em vez disso, Lois sofre um aneurisma repentino e morre na frente de Bill. Dominado pela culpa, Hal desmonta e se desfaz do macaco antes que ele e Bill se mudem para o Maine para morar com sua tia Ida e seu tio Chip. Quando o macaco reaparece misteriosamente em sua nova casa, Bill percebe seu poder e dá corda na chave, apesar dos protestos de Hal; Chip é morto por uma debandada de cavalos logo depois. Os gêmeos selam o macaco em sua caixa e o jogam em um poço próximo, esperando que permaneça escondido.
Vinte e cinco anos depois, Hal está afastado tanto de Bill quanto de seu próprio filho Petey, a quem Hal vê apenas uma vez por ano por medo de que o macaco retorne e o mate. Ele também descobre que sua ex-esposa e seu novo marido Ted planejam adotar Petey completamente, efetivamente o excluindo da vida de Hal. Enquanto isso, Ida é morta repentinamente em um acidente bizarro. Bill liga para Hal e insiste que ele dirija até a casa de Ida, alegando que suspeita que o macaco retornou e alguém está dando corda em sua chave. Hal percebe que é verdade quando uma mulher explode após a eletrização de uma piscina de motel. A corretora de imóveis Barbara revela a Hal que, após a morte de Ida, uma série de acidentes fatais bizarros ocorreram na cidade na última semana, antes que uma espingarda caindo exploda Barbara.
Quando Hal e Petey chegam à casa de Ida, eles descobrem que Bill está morando na cidade e agora possui o macaco. Ele contratou um morador local chamado Ricky para recuperá-lo para ele, pois Bill há muito suspeitava que a morte de Lois foi causada por Hal em uma tentativa de matá-lo, então ele passou anos esperando o retorno do macaco para usá-lo em retaliação. No entanto, o macaco só tem matado pessoas aleatórias em vez de Hal na última semana. Bill suspeita que quem dá corda em sua chave é imune a ser a próxima vítima, e diz a Hal que permitirá que Petey dê corda na chave para mantê-lo seguro; caso contrário, Bill continuará dando corda impiedosamente até que Hal seja morto, não importa quem mais morra na cidade como resultado.
Hal se recusa até que Ricky, que se tornou obcecado pelo macaco, força Petey sob a mira de uma arma a recuperá-lo para ele na casa de Bill. Bill oferece a Petey para dar corda na chave e Ricky é subsequentemente morto por um enxame de vespas. Hal entra na casa e Bill, vendo que seu irmão ainda está ileso, força o macaco a tocar tambor sem dar corda na chave em uma tentativa desesperada de matar Hal. Em retaliação, o macaco começa a tocar tambor incontrolavelmente e desencadeia morte e destruição generalizadas por toda a cidade. Bill finalmente desiste, e os gêmeos se reconciliam sobre sua dor compartilhada pela mãe e pedem desculpas um ao outro. Pouco depois, o macaco bate seus tambores pela última vez e Bill é repentinamente decapitado por uma bola de boliche com o nome de Lois.
Dirigindo pela cidade agora devastada, Hal e Petey aceitam seus destinos como donos do macaco para evitar que a chave seja dada corda novamente. Um homem pálido de olhos negros montado em um cavalo —implicado a representar o Cavaleiro da Morte— passa e os reconhece. Hal, determinado a se reconectar com seu filho, sugere que eles vão dançar, pois era algo que Lois amava, e Petey aceita.

## Elenco
- Theo James como Hal e Bill Shelburn
- Christian Convery como Hal e Bill Jovem
- Tatiana Maslany como Lois Shelburn, mãe de Hal e Bill
- Colin O'Brien como Petey, filho de Hal
- Rohan Campbell como Ricky
- Sarah Levy como Ida, prima de Hal e Bill
- Adam Scott como Capt. Petey Shelburn, como pai ausente de Hal e Bill
- Elijah Wood como Ted Hammerman, o atual marido da ex-esposa de Hal
- Osgood Perkins como Chip, tio de Hal e Bill
- Tess Degenstein como Barbara, uma agente imobiliária
- Danica Dreyer como Annie Wilkes, irmã mais nova de Hal e Bill
- Laura Mennell como ex-esposa de Hal e mãe de Petey
- Nicco Del Rio como padre novato

## Produção

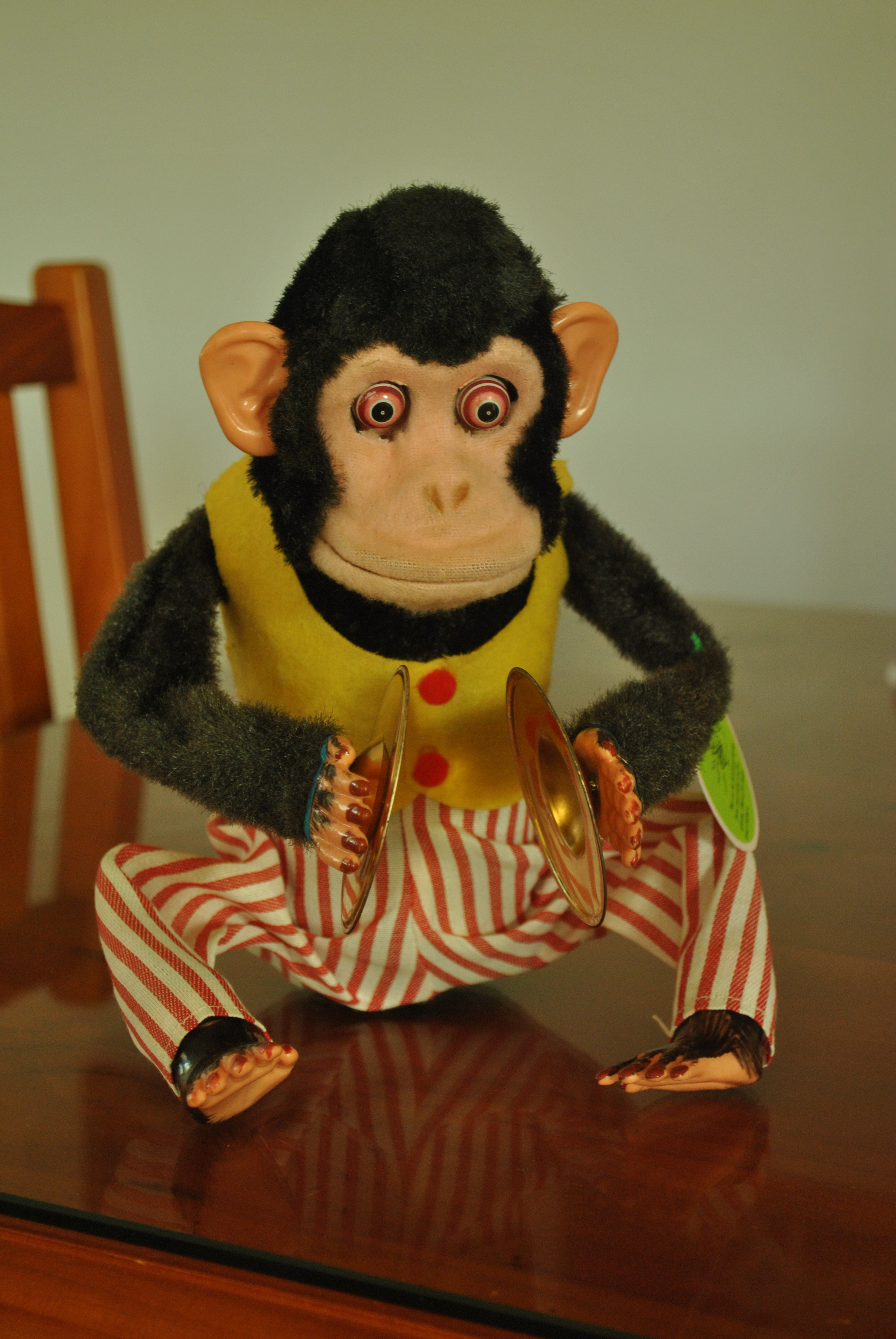
A história original apresentava um macaco de brinquedo Jolly Chimp com cimbalos, mas, no filme, eles foram substituídos por um tambor.

O diretor Frank Darabont originalmente detinha os direitos cinematográficos do conto The Monkey, de Stephen King, e planejava iniciar uma adaptação após concluir The Mist (2007), também baseado em uma novela de King. No entanto, o projeto nunca se concretizou.
Antes do Mercado de Cinema de Cannes de 2023, a financiadora Black Bear Pictures[en] anunciou que uma adaptação cinematográfica de The Monkey estava em desenvolvimento e disponível para venda a distribuidores. Osgood Perkins foi contratado para escrever e dirigir o filme, enquanto James Wan assumiu a produção por meio de sua produtora Atomic Monster. Theo James foi escalado para o papel principal. Em março de 2024, Tatiana Maslany, Elijah Wood, Christian Convery, Colin O'Brien, Rohan Campbell e Sarah Levy foram confirmados no elenco.
As filmagens principais ocorreram em Vancouver entre 5 de fevereiro e 22 de março de 2024. Na história original de Stephen King, o brinquedo de macaco Jolly Chimp segura pratos de choque, mas, no filme, eles foram substituídos por um tambor. Segundo Perkins, essa mudança foi feita porque o produtor acreditava que a The Walt Disney Company possuía os direitos sobre a versão com pratos devido à sua aparição em Toy Story 3.

Ao escrever o filme, Perkins decidiu incorporar elementos cômicos, pois achou que combinavam melhor com uma história sobre um brinquedo e ajudariam a diferenciar O Macaco de outros filmes de terror mais sérios sobre brinquedos possuídos. Ele também afirmou que o humor do filme evita sutileza, utilizando gore extremo para satirizar a aleatoriedade, a falta de propósito e o absurdo da morte. Perkins detalhou sua abordagem à obra em entrevista à Empire:
Eu tomei liberdades como ninguém. Eles [Atomic Monster] tinham um roteiro muito sério. Muito sério. Achei que era sério demais e disse a eles: 'Isso não funciona para mim. A questão desse macaco de brinquedo é que todas as pessoas ao seu redor morrem de maneiras absurdas. Então pensei: Bem, sou um especialista nisso.' Ambos os meus pais morreram de formas insanas, que viraram manchete. Passei grande parte da minha vida me recuperando dessas tragédias, me sentindo péssimo. Tudo parecia inerentemente injusto. Você personaliza o luto: 'Por que isso está acontecendo comigo?' Mas agora sou mais velho e percebo que essa merda acontece com todo mundo. Todo mundo morre. Às vezes dormindo, às vezes de maneiras completamente insanas, como eu testemunhei. Mas todo mundo morre. E pensei que talvez a melhor forma de abordar essa ideia absurda fosse com um sorriso.

## Divulgação

Logo de divulgação do filme

O trailer oficial do filme foi lançado em 16 de janeiro de 2025 e acumulou mais de 43 milhões de visualizações online em 24 horas. Após 72 horas, esse número ultrapassou 100 milhões. Segundo a Neon, isso fez dele "o trailer de filme de terror independente mais assistido de todos os tempos".
No fim de janeiro, a Neon tentou exibir o trailer em quatro grandes redes de televisão, mas todas recusaram, alegando que o filme apresentava "violência excessiva". Em resposta, a produtora divulgou capturas de tela das trocas de e-mails com as emissoras, embora tenha redigido as informações de identificação.
Como parte da campanha de divulgação, a Neon abriu um cadastro online para igrejas interessadas em obter permissão para exibir o filme junto aos cinemas. Além disso, a produtora fez uma parceria com o Bloody Disgusting para realizar um sorteio de uma escultura exclusiva em resina do macaco de brinquedo que dá nome ao filme. Segundo o Deadline Hollywood, o custo da campanha de marketing foi de aproximadamente 10 milhões de dólares.

## Lançamento
Em maio de 2024, a Neon venceu uma disputa entre vários distribuidores dos EUA pelos direitos de distribuição doméstica do filme no Marché du Film e definiu seu lançamento nos cinemas para 2025. O filme foi lançado nos Estados Unidos em 21 de fevereiro de 2025. O Macaco marca a segunda colaboração entre a Neon e o diretor Osgood Perkins, após Longlegs (2024). Em Portugal o filme foi lançado no dia 20 de fevereiro de 2025, e foi distribuído pela Cinemundo. No Brasil, o filme teve um lançamento limitado nos dias 3 e 4 de março e foi lançado oficialmente em 6 de março, com distribuição da Paris Filmes.